# Viadana boyacae
Viadana boyacae är en insektsart som beskrevs av Morgan Hebard 1927. Viadana boyacae ingår i släktet Viadana och familjen vårtbitare. Inga underarter finns listade i Catalogue of Life.